# Libichava
Libichava este o comună slovacă, aflată în districtul Bánovce nad Bebravou din regiunea Trenčín, pe malul râului Libichavský potok⁠(d). Localitatea se află la altitudinea de 222 m deasupra n.m., se întinde pe o suprafață de 2,62 km2 și în 2017 număra 138 de locuitori.

## Istoric
Localitatea Libichava este atestată documentar din 1329.

## Demografie
| An:                | 1994 | 2004   | 2014    | 2024   |
| ------------------ | ---- | ------ | ------- | ------ |
| Număr de persoane: | 179  | 168    | 137     | 138    |
| Diferență:         |      | −6,14% | −18,45% | +0,72% |

| An:                | 2023 | 2024   |
| ------------------ | ---- | ------ |
| Număr de persoane: | 146  | 138    |
| Diferență:         |      | −5,47% |